# 橋本五郎
橋本 五郎（はしもと ごろう、1946年〈昭和21年〉12月29日 - ）は、日本の新聞記者、読売新聞特別編集委員。

## 来歴
1946年、秋田県山本郡琴丘町（現・三種町）に生まれ。秋田県立秋田高等学校、慶應義塾大学法学部政治学科卒業後、1970年4月読売新聞社入社。地方部浜松支局に配属。1975年、 本社（現：東京）社会部に異動。1976年、本社政治部に異動し、政治部次長・論説委員・政治部長を歴任。渡邉恒雄の腹心といわれるようになる。
1998年、編集局次長に就任。1999年3月から読売新聞グループ本社傘下である日本テレビの『ジパングあさ6』、『ズームイン!!朝!』にコメンテーターとしてレギュラー出演し、以降NNN系列の報道番組に出演。2001年2月、編集委員を担当、2006年12月から特別編集委員に就任。また、2011年4月から、東日本大震災復興構想会議委員を担当。

## 人物
21世紀臨調運営委員、公安審査委員会、東日本大震災復興構想会議委員、ノースアジア大学客員教授などを務める。
日本テレビ系の選挙特番『ゲキセン!』『ZERO×選挙』や、読売テレビ制作『ウェークアップ!ぷらす』などの報道番組にコメンテーターとして多く出演している。また、アール・エフ・ラジオ日本の「長野祐也の政界キーパーソンに聞く」の不定期ゲスト・コメンテーターを務めている。

## 論争

### 統一教会との関係
- 2017年11月28日、政治評論家で元衆議院議員の長野祐也の編著『政界キーパーソンに聞くPART17』『医療界キーパーソンに聞くPART4』（共に統一教会関連団体の世界日報社刊）の出版を祝う会が都内で開かれ、自民党の高村正彦、石破茂、加藤勝信、塩崎恭久、田村憲久、立憲民主党の福山哲郎、希望の党の玉木雄一郎、長島昭久、細野豪志、読売新聞の橋本五郎特別編集委員らが激励のあいさつをした[2]。発起人代表として木下義昭・世界日報社会長が冒頭のあいさつを行った[2]。

## エピソード
2000年に胃癌を患い、手術で胃をすべて摘出した。
道路特定財源の一般財源化に反対している。
専修大学非常勤講師として、総合科目C（日本の政治と文化）を担当している。
株式会社エスエンタープライズに講師登録している（講師No.301）。

## 出演番組

### 現在

#### テレビ
報道・情報番組
| 期間          | 期間                  | 番組名                               | 役職                                                     | 備考                                                    |
| ------------- | --------------------- | ------------------------------------ | -------------------------------------------------------- | ------------------------------------------------------- |
| 1999年3月29日 | 2001年2月2日          | ジパングあさ6（日本テレビ）          | コメンテーター                                           | 1999年6月25日までは、前任の中村慶一郎と隔日交代にて出演 |
| 1999年3月29日 | 2001年9月28日         | ズームイン!!朝!（日本テレビ）        | ゲストコメンテーター                                     |                                                         |
| 2006年4月7日  | 2011年3月29日         | ズームイン!!SUPER（日本テレビ）      | 金曜日コーナー『五郎WORLD』担当→月・火曜日コメンテーター |                                                         |
| 2006年4月7日  | 2023年3月31日         | スッキリ!!（日本テレビ）             | 金曜日コメンテーター                                     |                                                         |
| 2006年8月     | 現在                  | 情報ライブ ミヤネ屋（読売テレビ）    | 木曜日コメンテーター                                     | 2022年3月までは、水曜日コメンテーターとして出演         |
| 2011年4月3日  | 現在                  | シューイチ（日本テレビ）             | 不定期出演                                               |                                                         |
| 2015年4月4日  | 2021年2月20日         | ウェークアップ!ぷらす（読売テレビ）  | コメンテーター                                           | 岩田公雄と隔週交代で出演                                |
| 2015年4月5日  | 現在                  | そこまで言って委員会NP（読売テレビ） | 不定期パネラー                                           |                                                         |
| 2021年3月6日  | 2025年3月29日（予定） | ウェークアップ（読売テレビ）         | コメンテーター                                           | 前番組と同様、岩田と隔週交代で出演                      |

その他
- 読売ニュースナビ（日テレG+）「橋本五郎流」（毎月月末のニュース評論番組の司会。）
- 五郎が斬る（秋田放送）

#### ラジオ
- 長野祐也の政界キーパーソンに聞く（ラジオ日本） - 正月特番で星浩と共演するなど、準レギュラー的に出演。2018年6月に長野祐也が死没後はパーソナリティーを不定期担当。

## 著書

### 単著
- 『橋本五郎の「どうなる日本!」 政治・経済ここがポイント』弘文堂、2001年
- 『範は歴史にあり』藤原書店、2010年。ISBN 978-4-89434-725-0。
- 『「二回半」読む 書評の仕事1995-2011』藤原書店 2011年
- 『総理の器量 政治記者が見たリーダー秘話』中公新書ラクレ、2012年
- 『新聞の力 新聞の読み方で世界が見える』労働調査会 2013年
- 『宿命に生き 運命に挑む』藤原書店、2018年12月
- 『新聞の力 新聞で世界が見える』労働調査会 2020年
- 『虚心に読む 書評の仕事2011-2020』藤原書店、2020年7月

### 共著
- 『政治のしくみ 改訂版』加藤秀治郎共編著 PHP研究所 1995　図説日本はこうなっている
- 『議員秘書の真実』大久保好男,玉井忠幸共著 弘文堂 2002
- 『図解・日本政治の小百科』飯田政之,加藤秀治郎共著 一藝社 2002
- 『Q&A日本政治ハンドブック 政治ニュースがよくわかる!』飯田政之,加藤秀治郎共著 一藝社 2006

※ ほか監修が数点あるが著書とみなさず。